# Cantó de Ménigoute
El cantó de Ménigoute és un cantó francès del departament de Deux-Sèvres, situat al districte de Parthenay. Té 11 municipis i el cap és Ménigoute.

## Municipis
- Chantecorps
- Coutières
- Fomperron
- Les Forges
- Ménigoute
- Reffannes
- Saint-Germier
- Saint-Martin-du-Fouilloux
- Vasles
- Vausseroux
- Vautebis

## Història
| Data d'elecció                           | Identitat         | Partit                     | Qualitat |
| ---------------------------------------- | ----------------- | -------------------------- | -------- |
| 1949-19..                                | Dr. Roullet       | Divers droite              |          |
| 19..-19..                                | M. Brunet         | rad.                       |          |
| 19..-19..                                | M. Dupuis         | Divers droite              |          |
| 19..-1973                                | M. Charoceau      | Divers droite              |          |
| 1973-2004                                | André Dulait      | Divers droite, després UDF |          |
| 2004-2011                                | Jean-Charles Pied | Divers gauche              |          |
| 2011-                                    | Didier Gaillard   | Divers droite              |          |
| les dades anteriors no són pas conegudes |                   |                            |          |
|                                          |                   |                            |          |

## Demografia
| A partir de 1990: Població sense dobles comptes |